# His (dźwięk)
His – dźwięk, którego częstotliwość dla his¹ wynosi około 523,8 Hz. Stanowi tonikę gam His-dur i his-moll.  Jest to podwyższony za pomocą krzyżyka dźwięk h. Enharmonicznie dźwięki o tej samej wysokości to: c i deses.